# 루이즈 로라인

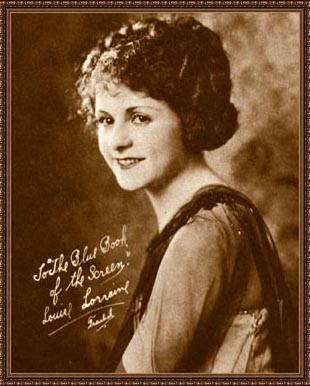

루이즈 로라인(Louise Lorraine, 1901년 10월 1일 ~ 1981년 2월 2일)는 미국의 배우, 영화배우이다.
샌프란시스코에서 태어났으며 뉴욕에서 사망하였다. 사인은 질병이다. 포리스트 론 메모리얼 파크에 매장되었다.

## 영화
- 단단한 주먹 (1927년)
- 도둑 맞은 목장 (1926년)
- 타잔 - 엘모 린콘 편 3 (1921년)